# CASSHERN
『CASSHERN』（キャシャーン）は、2004年公開の日本映画。1973年から1974年にフジテレビ系列で放送された、タツノコプロによるテレビアニメ『新造人間キャシャーン』を原作とする実写映画である。

## 概要
映像作家・紀里谷和明の商業映画監督デビュー作品。主題歌を妻（当時）の宇多田ヒカルが担当して話題になった。また、豪華なキャスト陣も注目された。
主要人物の名前や家族構成、主人公のスーツやロボットのデザインイメージを原作から継承しているが、設定変更も多く、ほぼ総ての登場人物が凄惨な死を遂げる悲劇に翻案されている。理由について紀里谷は「なぜ戦いはなくならないのかを表現したい」「ハムレットにインスパイアを受けた」「見た後に、その人が何かを考える作品」と説明している。
美術面ではCG・マット画によるロシア構成主義様式の都市景観やスチームパンクな移動機械群が登場する。舞台劇を観ているような立ち位置、台詞、構図のシーンと、細かいカットに分断され劇画的な構図変化を強調する殺陣・アクションシーンとが混在する。照明・色彩・質感は全編にわたり加工されている。本作品の荒廃した世界観は2008年に製作・放映されたテレビアニメ『キャシャーン Sins』に受け継がれた。

## 撮影
ほぼ全編スタジオ撮影で、グリーンバック合成が多用された。助監督は何人も交代している。宮迫博之は、水槽からの初登場のシーンで紀里谷からの「目を開けたまま出てきて欲しい」という要求に応えて眼病を患った。
老医師役を演じた三橋達也は本作品が最後の作品となった。

## ストーリー
現実とは異なる歴史を歩んだ世界。超大国大亜細亜連邦共和国はヨーロッパ連合との50年間の戦争に勝利したが、国内は環境破壊により公害病が蔓延していた。また人種階級差別を是とする政治体制へ反発する内紛も続いていた。
遺伝子工学の第一人者の東光太郎（以下「東博士」と表記）は、画期的な再生医療を可能とする新理論新造細胞を学会で発表し、実用化のため理解と支援を広く求めた。学会の反応は冷たかったが、国家元首の上条将軍は、貿易商社「日興ハイラル」の社員内藤を通じて支援を申し出る。難病を患う妻ミドリのために、一刻も早く研究を完成させたかった東博士は申し出を受ける。
東博士の一人息子鉄也は、長年研究のみに没頭し、家庭を顧みない父への反発から従軍を決意する。鉄也の出兵の前日、東一家は鉄也の婚約者上月ルナとその父の上月竜三（以下「上月博士」と表記）を招いて記念撮影を行う。東博士は、ルナや病の母のため出兵を思い留まるよう鉄也を促すが口論となる。東博士は撮影を中座して仕事に戻ってしまう。
一年後、鉄也はテロ激戦区とされるユーラシア第七管区にて上官に強要されて無抵抗の女性住民を撃ち殺したことから心に深い傷を負う。そのしばらく後、自分たちの攻撃によって死亡した女性が抱きしめていた赤子を抱き上げようとして、同じ女性が隠し持っていた手榴弾を起爆させ命を落とす。
葬儀のため鉄也の遺体が陸軍本部に届く直前、稲妻状の巨大な構造物が空から落下し、本部棟内の東博士の研究施設を貫く。すると新造細胞培養槽内の生体部品がひとりでに結合を始め、無数の人の姿（以下「蘇生体」と表記）となって蘇り始める。内藤は蘇生体を破壊するよう軍に命令し、多くの蘇生体は虐殺される。
奇跡的に逃げ延びた蘇生体のリーダーブライキング・ボス（以下「ブライ」と表記）と仲間のサグレー、バラシン、アクボーンは、人質のミドリを連れて逃避行を続け、旅の果てにかつてのヨーロッパ連合軍の要塞と大量のロボット兵器群を発見する。
ブライらは要塞に居を構え、仲間の命を理不尽に奪った人間に復讐を誓い、自らを新造人間と名乗り始める。一方、東博士が鉄也の遺体を培養槽に浸すと鉄也も蘇生する。東博士は居合わせた上月博士に鉄也の身柄を託す。鉄也には激しい筋肉の増殖によって皮膚が割ける異変が起きていたが、上月博士は新開発の戦闘用ボディスーツを鉄也に着せて身体を保護した。
新造人間は全人類殲滅を布告し、ロボット兵器群による侵攻は激しさを増していたが、上条将軍などは新造細胞開発の遅滞に焦れていた。将軍の息子上条ミキオ中佐は国難よりも自身の延命に固執している父たちを見限り、側近一名を軍刀で斬り殺し、その他を拘束してクーデターを起こす。

## 設定
新造細胞
東博士の研究テーマ。ある少数民族の体内で見つかった特殊細胞を適切に操作培養することで、万人に移植可能な人体臓器を自由自在に作り出すことが出来るというもの。『ES細胞』をヒントに設定された。この細胞を用いることで人間のスペアパーツを作り出し、患部に移植または交換することで完全な治療が可能となる。
研究所の新造細胞培養槽に稲妻が落ちて以後、想定外の機能を示すようになる。
新造人間
「ブライキング・ボス」が、自身と同様に新造細胞培養槽から蘇った種に付けた呼称。人間と変わらない容姿と知性を持つが、超人的身体能力を有している。それゆえ、肉体に負荷を与える結果となり、寿命は非常に短い。だが、ブライキング・ボスたち新造人間は放浪の末にかつてのヨーロッパ連合の要塞を発見し、その研究所に残されていた薬品を独学で解読して調合・投与することによって克服した。
鉄也の場合、蘇生後に異形の稲妻のエネルギーにより筋肉が異常に発達し、そのままでは皮膚が耐え切れず破裂してしまう状態にあった。だが、上月博士が試作の高機能ボディスーツを着装させ、外から抑え込むことで解決することが出来た。
大亜細亜連邦共和国
ユーラシア大陸ほぼ全域を支配する軍事政権によって統治される巨大な多民族国家。将軍の「上条又一郎」がカリスマ的政治実権を握り、民族優位主義政策を採っている。半世紀にも及ぶ戦争と、化学物質や細菌兵器による環境汚染により国土は広く荒廃し、一部の国民には異常な突然変異が発生している。
民族優位主義政策
出自民族により厳格に社会地位を分ける階級制度。下層階級出身者には手首を一周する刺青がある。
ユーラシア第七管区
大亜細亜連邦の地域のひとつ。環境汚染の被害を強く受けている。鉄也とその部隊はテロリスト殲滅の命令を受けてこの地に派兵され、虐殺を行った。異形の稲妻が落ちた後、新造細胞の実験体である人体確保のため再び大亜細亜連邦軍に襲撃されることとなり、同時に科学者・技術者拉致のため赴いた新造人間も加わり、鉄也と三つ巴乱戦の場と化す。
ユーラシア第七管区住民
大亜細亜連邦共和国内でテロにより抵抗を続けている少数民族。容姿は現実世界の日本人に酷似しており、生活水準は低く貧困層にある。過去、戦乱に巻き込まれたことから、外部の人間に対して異常なまでに警戒心が強い。物語の終盤において、実は地球人類の全ての始祖となる『オリジナル・ヒューマン』であったことが明かされる。新造細胞の実験のため乱獲されたのはこれが理由であった。
キャシャーン（CASSHERN）
第七管区の民族が信仰する守り神。神像は両手に雷を握り背中に羽根を持った青年の姿。逃避行中に汚染地域を通ったため発病したルナと鉄也を第七管区の老医師が助けるが、その老医師からキャシャーンの伝説を語られる。その後、再び大亜細亜連邦軍が襲撃してきたとき「この街を救えるか？」と問われ、鉄也はそのキャシャーンを名乗り、大亜細亜連邦軍や新造人間の「バラシン」と戦う。
高機能ボディアーマー
兵装学者である上月博士が歩兵用に開発していた外骨格スーツ。劇中で登場するのは未完成のプロトタイプのみで、本来はヘルメットを含み完全体となる。あらゆる外圧から兵士を守り、迅速に攻撃が出来るように設計されている。鉄也は復活後このスーツによって異常増殖により自己分裂するはずだった筋肉が保持され、ブライキング・ボスを除く新造人間と互角に渡り合える身体能力を得た。未完成ながら爆風などの衝撃に耐えられるほどの強度を持ち、腰部に装着しているスラスターで飛行が可能であるほか、スラスターの先端部に装備しているワイヤー付きのニードルハーケンで攻撃できる。また、マスク部分には本来は戦意高揚のために開発したモルヒネ散布口があり、この薬物効果によりある程度の痛覚を軽減することが可能。
造形を担当した百武朋は、紀里谷からは「ヒロインが抱きしめたくなるような美しいスーツ」と注文されたと述べている。
爆発ロボ
新造人間の要塞に格納されている嘗てのヨーロッパ連合軍が製造した大規模破壊兵器。水滴型の大型爆弾の本体に、二本の歩脚と、右側面より前方に筒状のロケットランチャーを突き出した形状で、全高76メートル。大亜細亜連邦軍の圧倒的戦力の前に劣勢に立たされたブライキング・ボスによって起動スイッチが入れられ、長年の眠りから覚めて進撃を開始する。ロケットランチャーによる攻撃は周囲数百メートルを一瞬にして焼夷し、戦車の砲撃程度では破壊が困難なほどの防御力を持つ。しかもその巨大さに見合わず優速で、後退で離脱中の戦車に追い付き、踏み潰す。右肩部にアナログ時計型のカウントダウンタイマーがあり、時針と分針が対方向から12時で重なった時に信管が作動する。
稲妻
陸軍本部に突如として落ちてきた稲妻形状の巨大構造物。幾何学模様の稲光を発し、落雷後は金属とも岩石ともつかない物質を成して天を突く高さで固まる。この稲妻の持つ未知なるエネルギーにより培養槽の細胞が再び人体を形成し、新造人間を誕生させることとなった。培養槽には以後も稲妻のエネルギーが残留し、死が存在しない特異点となっている。ラストシーンにて、この稲妻の正体が異星人の魂と願いの集合体であったという描写が見られる。

## キャスト
- 東鉄也 / キャシャーン（元大亜細亜連邦陸軍兵士 / 新造人間） - 伊勢谷友介（幼少期：寺島涼音）
- 上月ルナ - 麻生久美子（幼少期：森迫永依）
- 東光太郎（東博士） - 寺尾聰
- 東ミドリ[注釈 12] - 樋口可南子
- 上月竜三（上月博士） - 小日向文世
- ブライキング・ボス（新造人間） - 唐沢寿明
- アクボーン（新造人間） - 宮迫博之
- サグレー（新造人間） - 佐田真由美
- バラシン（新造人間） - 要潤
- 上条又一郎 / 上条将軍（上条ミキオの父） - 大滝秀治
- 上条ミキオ / 上条中佐（クーデター決行後は『総帥』） - 西島秀俊
- 内藤薫（日興ハイラル社員） - 及川光博
- 老医師 - 三橋達也（特別出演）
- 坂本（東鉄也の従軍時代の上官） - 寺島進
- ルナの母親 - 森口瑤子
- ブライキング・ボスの妻 - 鶴田真由
- ブライキング・ボスの子 - 福島翔大
- 関口（東鉄也の従軍時代の戦友） - 玉山鉄二
- 池上（東ミドリの助手） - りょう
- 老軍人 - 伊藤幸純、山本哲也、児玉頼信、戸沢佑介
- 東博士の助手 - 戸田昌宏、亀石太夏匡、伊藤淳史、水谷ノブ
- 聴衆 - 坂本宗一郎、桜井聖
- 虐殺される民間人 - HISASHI & TAKURO（GLAY）[注釈 13]
- オープニングナレーション - 納谷悟朗[注釈 14]

## スタッフ
- プロデュース：宮島秀司、小澤俊晴
- プロデューサー：若林利明
- 原作：「新造人間キャシャーン」（竜の子プロダクション）
- 脚本：紀里谷和明、菅正太郎、佐藤大
- プロダクションデザイナー：林田裕至
- VFXスーパーバイザーズ：木村俊幸、野崎宏二
- CGスーパーバイザー：庄野晴彦
- ヘア アンド メイクアップアーティスト：稲垣亮弐
- 衣裳：北村道子
- アートプロデュース：赤塚佳仁
- 撮影：紀里谷和明、森下彰三
- 照明：渡部嘉
- 録音：矢野正人
- バトルシーンコンテ：樋口真嗣
- アクションディレクター：諸鍛冶裕太
- 音楽：鷺巣詩郎
- コンセプチャルデザイン：木村俊幸、林田裕至、庄野晴彦、D.K
- アソシエイトプロデューサー：野地千秋、田中誠、姉川佳弘
- 助監督（1st.）：野間詳令
- スクリプター：梛川泰子
- 演技事務：小島都
- ラインプロデューサー：椋樹弘尚
- 製作担当：武石宏登
- CGIプロダクション：N-DESIGN
- CGディレクター：野崎宏二
- サウンドエフェクトスーパーバイザー：柴崎憲治
- 音楽プロデューサー：高石真美
- 制作プロダクション：プログレッシブ ピクチャーズ
- 製作：CASSHERNパートナーズ（松竹、プログレッシブ ピクチャーズ、エレクトリック・ゴースト、衛星劇場、テレビ朝日、朝日放送、タカラ、伊藤忠商事、TOKYO FM、イーンソリューションズ、菱和ライフクリエイト、ビッグショット）
- 製作代表：大谷信義、岩崎美範、紀里谷和明、石川富康、早河洋、西村嘉郎、佐藤慶太、佐藤英介、佐藤寛、佐々木経世、西岡進、村山創太郎
- 製作：久松猛朗
- 製作総指揮：迫本淳一
- 監督／撮影監督／編集：紀里谷和明

## テーマソング・挿入歌
- テーマソング
  - 宇多田ヒカル「誰かの願いが叶うころ」
- 挿入歌
  - 椎名林檎「茎 (ステム)」
  - MONDO GROSSO「LIKE NO ONE'S LOOKING」
  - HYDE「MASQUERADE」
  - TOWA TEI「ORIGINAL HUMAN」
  - ACIDMAN「水写」
  - SS:ST（Shiro SAGISU & Satoshi TOMIIE）「Pluriel」
  - 鬼束ちひろ「BORDERLINE」
  - THE BACK HORN「レクイエム」
  - GLAY「無限のdéjà vuから〜Peaceful Session〜」

## キャッチコピー
- キャシャーンがやらねば誰がやる
  - 原作テレビアニメのオープニングナレーションからの引用（ただし全文ではない）。予告編など広告で用いられた。原作のナレーションは納谷悟朗だが、本作品予告編ではブライキング・ボス役の唐沢寿明が語った（納谷は本作品でも冒頭のナレーションを担当しているが、この口上は含まれていない）。本フレーズは後に製作された『キャシャーン Sins』のCMでも使われている。
- この地に生まれた、愛する人々に捧ぐ。

## テレビ放送
地上波テレビでは2006年2月12日に『日曜洋画劇場』で本編を約120分にカットして放送された。
2013年3月26日にはニコニコチャンネルで「人類vsコンピュータ映画特集」の一作として放送された。

## 海外展開
北米ではドリームワークスが2004年11月に配給権を獲得していたが2007年10月16日にDVDとしてリリースした。アジア、ヨーロッパ各国でも公開されVHS、DVDが発売されている。また、国内に先行して2008年にイタリアで、2010年にドイツでBlu-ray Discがそれぞれ発売されている。

## 受賞
- 2004年度高崎映画祭 若手監督グランプリ（紀里谷和明）、最優秀主演男優賞（唐沢寿明）

## 評価
庵野秀明は「すごく合理的に作っててよかったですよ。『この意気込みやよし!』っていうか。画にすごく力があった。話とかドラマとか、とやかく言う人もいるんだろうけど、そんなことは気にしないでほしい。確かに観念的ではあるんだけど、それは大したことではない。それはこの映画にとっては重要なものではない。画の力、そして意気込み。いいものを作ろうとする気持ちがひしひしと伝わってくる。すごく感動したんですよ」と絶賛した。

## 関連商品

### ノベライズ
- CASSHERN THE LAST DAY ON EARTH（北条匠著、2004年4月21日、集英社スーパーダッシュ文庫 ISBN 978-4-08-780392-1）

### 映像ソフト
DVD
- CASSHERN ULTIMATE EDITION（2004年10月23日、松竹 DA-0452） - 本編ディスクと特典ディスク2枚
- CASSHERN [期間限定盤]（2007年1月27日、松竹 DA-2452）
- あの頃映画 松竹DVDコレクション CASSHERN（2014年6月7日、松竹 DA-5452）

※ 2015年現在、日本国内ではBlu-ray Discは未発売。

### オリジナル・サウンドトラック
- OUR LAST DAY-CASSHERN OFFICIAL ALBUM-（2004年4月23日、EMIミュージック・ジャパン TOCT-25301）
- CASSHERN ORIGINAL SOUNDTRACK [Complete Edition]（2004年10月20日、EMIミュージック・ジャパン TOCT-25527）